# Finding Beauty in Negative Spaces
Finding Beauty in Negative Spaces – szósty album wydany przez grunge'owy zespół Seether. Album swoją premierę miał 19 października 2007 roku w Południowej Afryce i Szwajcarii. Światowa premiera przypadła na 23 października 2007 roku.
W trasie koncertowej promującej album, razem z zespołem wystąpiły takie grupy jak: Three Days Grace, Breaking Benjamin i 3 Doors Down.
Okładka płyty została wykonana przez Davida Ho, który już wcześniej wykonał okładkę albumu Vicious Delicious dla zespołu Infected Mushroom.
Singlami z tej płyty są utwory: "Fake It" i "Rise Above This".

## Lista utworów
1. "Like Suicide"
2. "Fake It"
3. "Breakdown"
4. "FMLYHM (Fuck Me Like You Hate Me)"
5. "Fallen"
6. "Rise Above This"
7. "No Jesus Christ"
8. "6 Gun Quota"
9. "Walk Away from the Sun"
10. "Eyes of the Devil"
11. "Don't Believe"
12. "Waste"